# 어보미네이션 (캐릭터)
어보미네이션(Abomination)은 마블 코믹스가 발행하는 만화책에 등장하는 빌런으로, 스탠 리와 길 케인에 의해 만들어졌다. 에밀 블론스키(Emil Blonsky)라는 이름으로도 잘 알려져 있다. 첫 등장은 Tales to Astonish #90 (1967년 4월호)이다.